# Как вам это понравится
«Как вам э́то понра́вится» (англ. As You Like It) — пасторальная комедия Уильяма Шекспира, написанная, как полагают, в 1599 году и впервые опубликованная в Первом фолио в 1623 г. О первой постановке пьесы ничего не известно, хотя есть мнение, что была возможна постановка в Уилтон-Хаусе в 1603 г.
Сюжет пьесы основан на пасторальном романе Томаса Лоджа «Розалинда». Именно в это произведение входит один из самых известных и наиболее часто цитируемых шекспировских монологов: «Весь мир — театр».
Главной героиней «Как вам это понравится» является Розалинда, спасающаяся от преследований при дворе своего дяди в сопровождении своей кузины Селии, и в конечном итоге обретает безопасность и находит свою любовь в Арденском лесу. В лесу они встречают множество запоминающихся персонажей, в частности меланхоличного путешественника Жака, произносящего несколько самых известных речей Шекспира («Весь мир — театр» (All the world’s a stage), «Слишком много хорошего» (too much of a good thing) и «Дурак! Дурак! В лесу я встретил дурака» (A fool! A fool! I met a fool in the forest). Жак резко контрастирует с другими персонажами пьесы, всегда наблюдая и оспаривая трудности жизни в деревне.
Исторически так сложилось, что критическая реакция на пьесу была разной: некоторые критики находили пьесу весьма достойной, а иные считали её менее качественной, чем другие шекспировские произведения. Спектакль был адаптирован для радио, кино и музыкального театра.

## Действующие лица

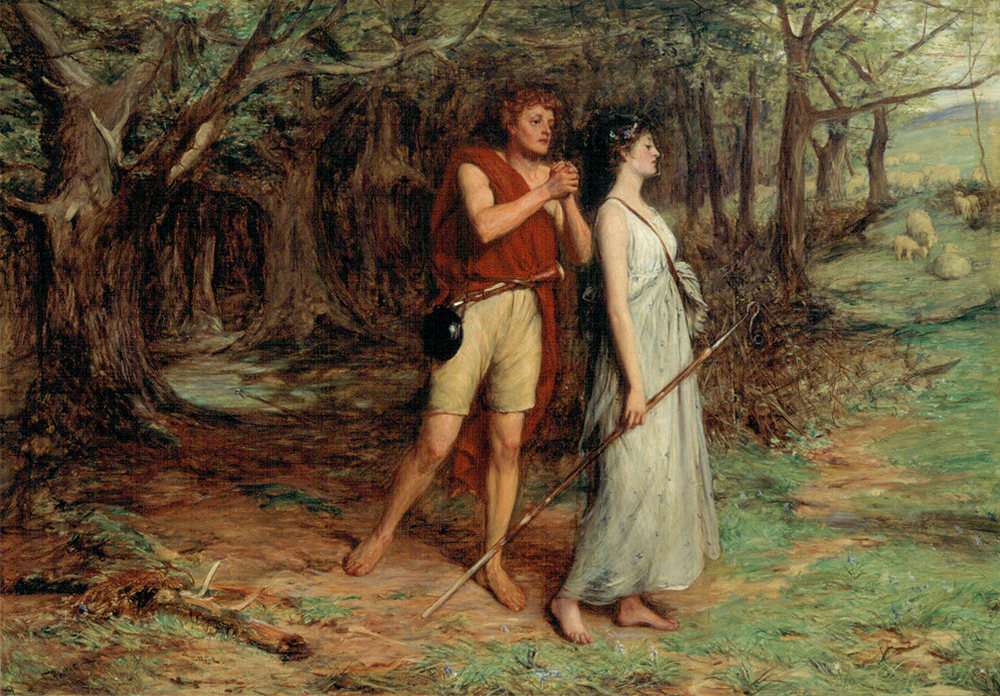
Джон Петти. «Сильвий и Феба» (1872)

- Старый герцог, живущий в изгнании.
- Герцог Фредерик[1], его брат, захвативший его владения.
- Амьен, Жак — вельможи, состоящие при изгнанном герцоге.
- Ле-Бо, придворный Фредерика.
- Шарль, борец Фредерика.
- Оливер, Жак, Орландо — сыновья Роланда де Буа.
- Адам, Деннис — слуги Оливера.
- Оселок, шут.
- Оливер Путаник, священник.
- Корин, Сильвий — пастухи.
- Уильям, деревенский парень, влюблённый в Одри.
- Лицо, изображающее Гименея.
- Розалинда, дочь изгнанного герцога.
- Селия, дочь Фредерика.
- Феба, пастушка.
- Одри, деревенская девушка.
- Вельможи, пажи, слуги и прочие.

В русских переводах имя персонажа Touchstone переводится как Оселок — точильный камень (Точилли в переводе Лифшица), однако более подходящий вариант — Пробирный (пробный) камень или Лакмус.

## Сюжет

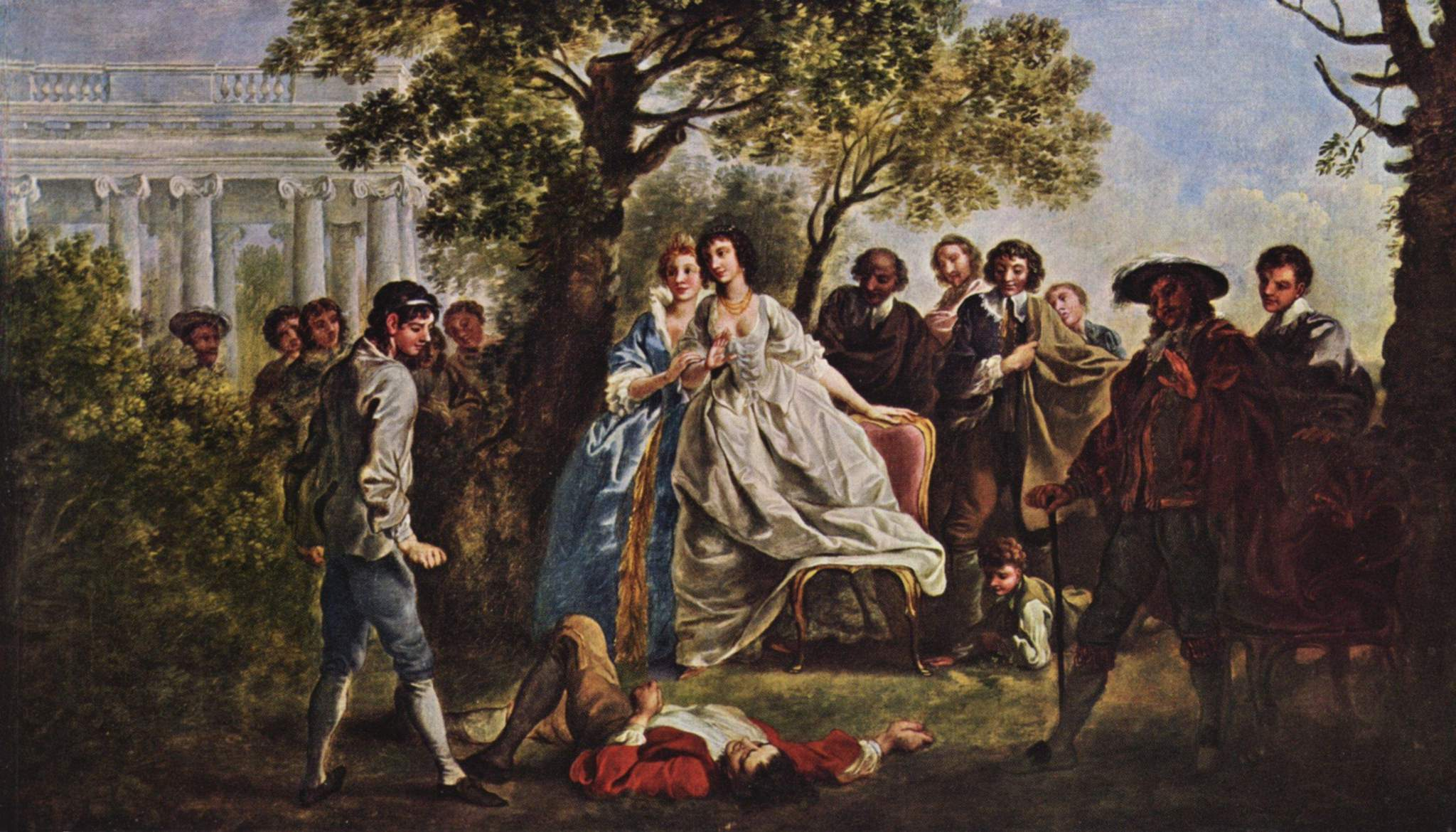
Фрэнсис Хейман. «Как вам это понравится», ок. 1750, Галерея Тейт

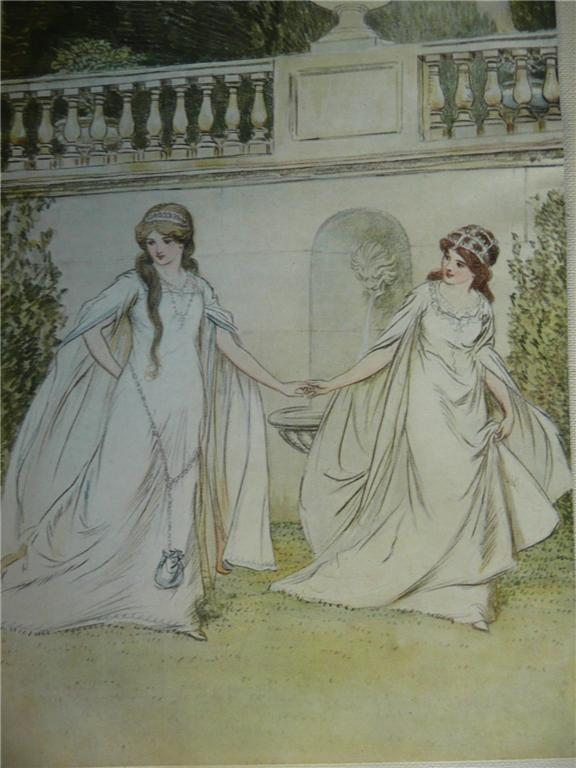
Розалинда и Селия, илл. Хью Томсона, 1909

Действие происходит в неназванном французском герцогстве, правитель которого был свергнут собственным младшим братом Фредериком и теперь вынужден скрываться в Арденнском лесу. Дочь прежнего герцога Розалинда, однако, осталась при дворе благодаря своей дружбе с дочерью Фредерика — Селией.

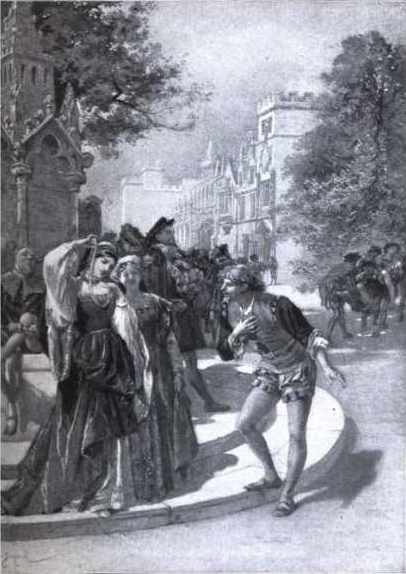
Розалинда передаёт цепь Орландо (акт I; сц. 2), илл. Эмиля Байяра

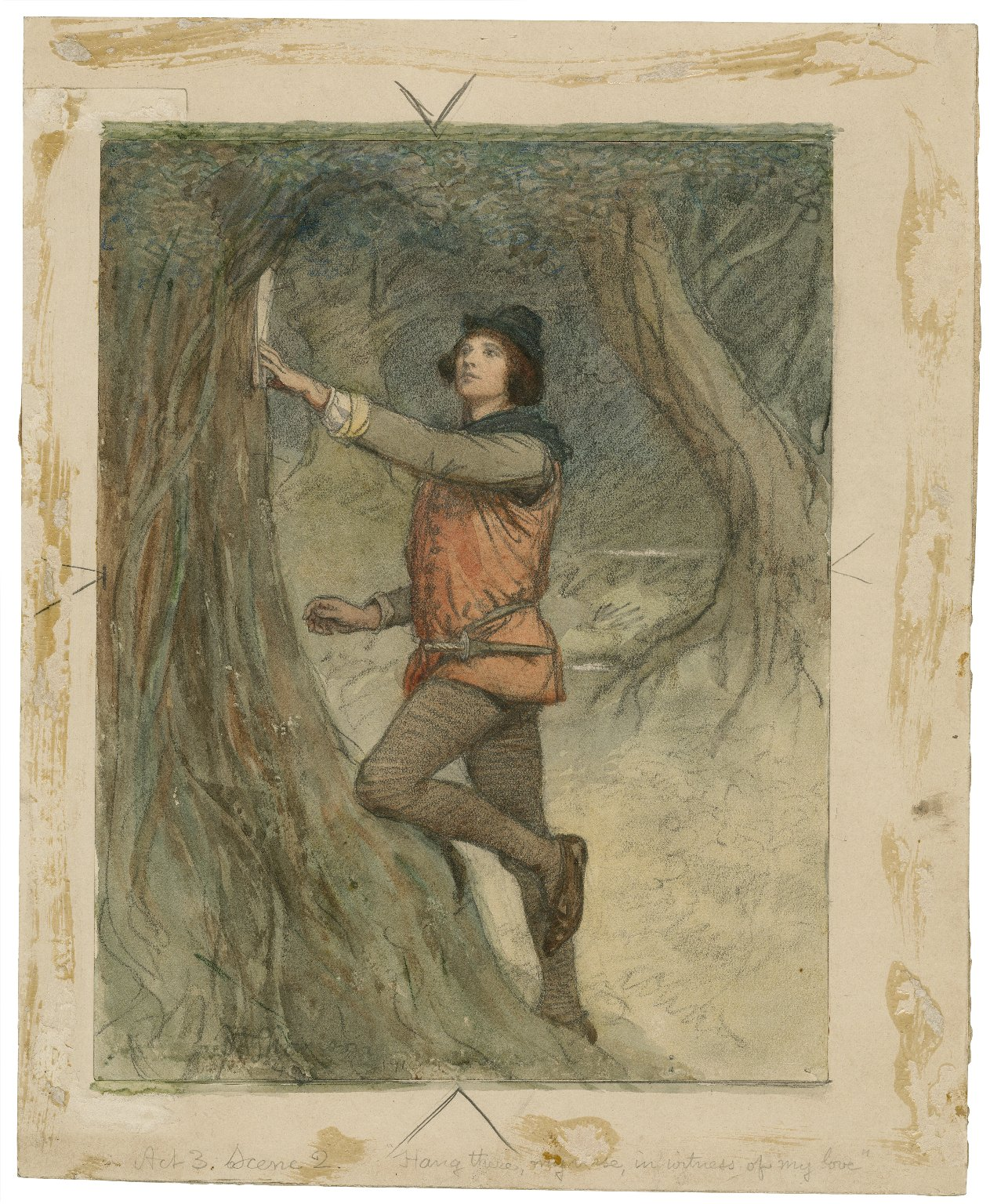
Хью Томсон. «Орландо прикрепляет стихи к деревьям Арденского леса» (акт III, сц. 2), акварель, ок. 1900; Шекспировская библиотека Фолджера.

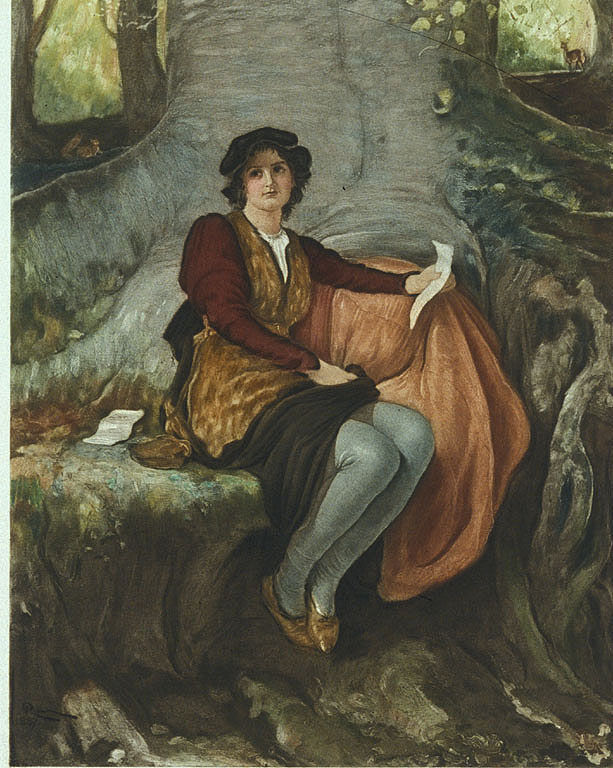
Роберт Макбет. «Розалинда», 1888

Во дворце Розалинду встречает юный дворянин Орландо, который влюбляется в неё с первого взгляда. Однако вскоре козни старшего брата Оливера заставляют его бежать из отцовского дома вместе с верным слугой Адамом. Тем временем, Фредерик изгоняет Розалинду из дворца, и она вместе с Селией и шутом Оселком отправляется на поиски Старого герцога.
Розалинда, переодевшаяся юношей по имени Ганимед, Селия, назвавшаяся Алиеной, и шут Оселок прибывают в Арденнский лес, где встречают пастухов Корина и Сильвия. Корин жалуется путникам, что после отъезда хозяина имение, в котором он пасёт овец, пришло в упадок. Розалинда решает приобрести имение, а Корин обещает добросовестно вести хозяйство.

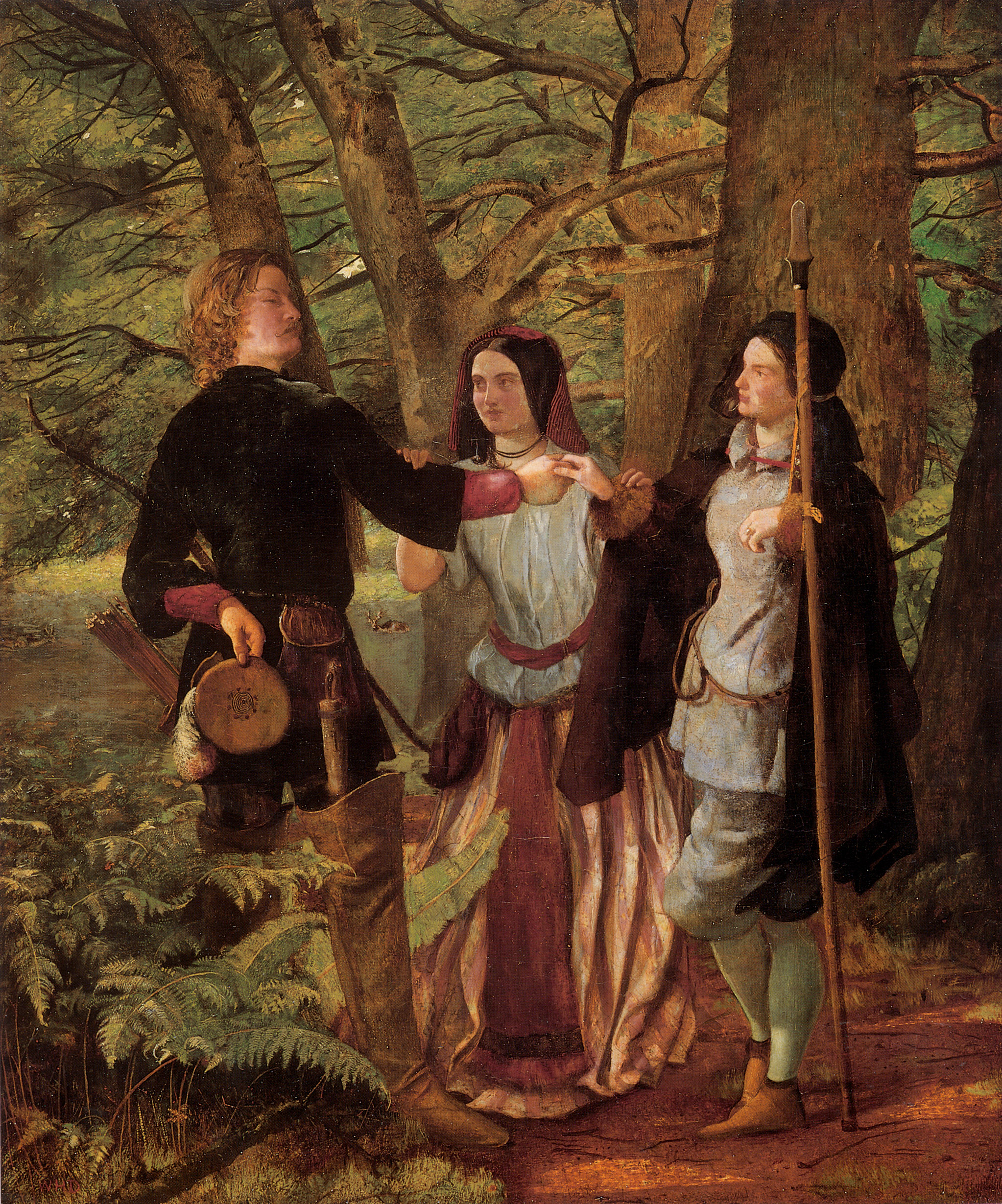
Уолтер Деверелл. «Мнимая свадьба Орландо и Розалинды», 1853, закончена Д. Г. Росетти, Городской музей и художественная галерея, Бирмингем

В это время Орландо и Адам находят в лесу герцога и вступают в его свиту. Орландо сочиняет любовные стихи, посвящённые Розалинде, и оставляет их на коре деревьев. Вскоре он встречает и саму Розалинду в обличье Ганимеда. Ганимед предлагает ему помощь в любовных делах: вместе они по ролям разыгрывают отношения Орландо и Розалинды.

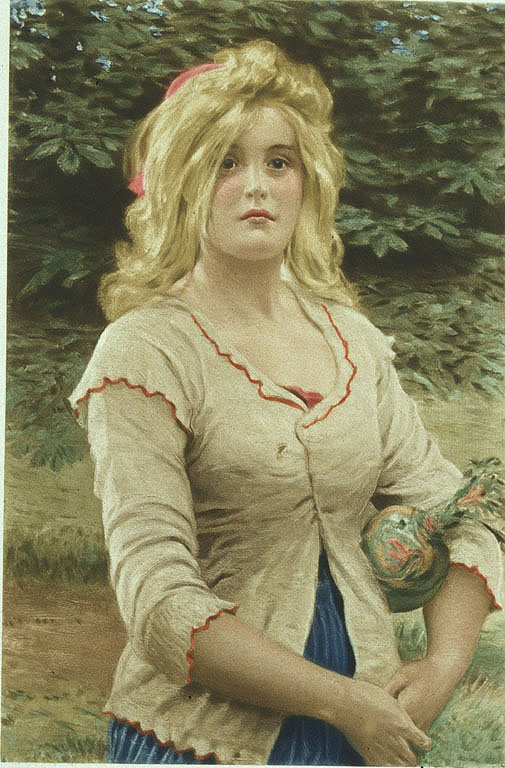
Ф.Р. Моррис. «Одри», 1888

Тем временем, Оселок ухаживает за сельской девушкой Одри и даже пытается жениться на ней, но ему мешает Жак. Пастушка же Феба отвергает ухаживания Сильвия, и сама влюбляется в Ганимеда-Розалинду, чьи упрёки ей оказываются милее.
В лесу появляется Оливер, у которого Фредерик отобрал землю. Орландо спасает его от диких зверей, но сам получает ранение. Оливер раскаивается в своём дурном обращении с братом, и его принимают в свиту Старого герцога. Вскоре он встречает Селию-Алиену, и между ними тоже вспыхивает любовь.
Все персонажи собираются при дворе герцога, Розалинда предстаёт перед ними в своём истинном обличье и воссоединяется с Орландо; прозревшая Феба остаётся с Сильвием. В финальной сцене появляется Гименей, который венчает всех влюблённых: Орландо и Розалинду, Оливера и Селию, Сильвия и Фебу, Оселка и Одри. Выясняется, что Фредерик отрёкся от своих злодеяний, решил вернуть трон брату и уйти в монахи. Свита герцога ликует, и только меланхоличный Жак отправляется в отшельничество вслед за Фредериком.

## Датировка и текст
Прямым источником «Как вам это понравится» является книга Томаса Лоджа «Розалинда, Золотое наследие Эуфеса», написанная в 1586—1587 гг. и впервые опубликованная в 1590 г.. История Лоджа основана на «Истории о Гамелине».
«Как вам это понравится» впервые была напечатано в сборнике пьес Шекспира, известном под названием Первое фолио, в 1623 году. Копии в ин-кварто не существует, поскольку пьеса упоминается издателями Первого фолио среди тех, которые «ранее не поступали другим людям» (are not formerly entered to other men). По различным свидетельствам, дата написания пьесы приблизительно устанавливается в период между концом 1598 и серединой 1599 г.

### Внешние доказательства
«Как вам это понравится» была внесена в Реестр компании торговцев канцелярскими принадлежностями 4 августа 1600 г. в качестве произведения, которое должно было быть «приостановлено» (to be stayed), то есть не публиковаться до тех пор, пока компания канцелярских товаров не убедится, что издатель, от имени которого было внесено произведение, являлся бесспорным владельцем авторских прав. First Book of Ayres Томаса Морли, изданная в Лондоне в 1600 г., содержит музыкальную постановку для песни «Был влюблённый и его девушка» (It was a lover and his lass) из «Как вам это понравится». Это свидетельство подразумевает, что пьеса существовала в той или иной форме до 1600 г.
Кажется вероятным, что эта пьеса была написана после 1598 г., поскольку Фрэнсис Мерес не упомянул её в своей «Тамии Палладис». Хотя в Palladis Tamia перечислены 12 пьес, но на тот момент (1598 г.) это был неполный перечень пьес Шекспира. Новый театр «Глобус» открылся где-то летом 1599 года, и по традиции девизом нового театра было Totus mundus agit histrionem — «весь мир исполняет представление» — отголосок знаменитой фразы Жака «Весь мир — театр» (II.7). Это свидетельство устанавливает период с сентября 1598 по сентябрь 1599 г. в качестве временных рамок вероятного сочинения пьесы.

### Внутренние доказательства
В 6 сцене III акта Феба ссылается на знаменитую строчку «Тот не любил, кто не влюбился сразу» (Whoever loved that loved not at first sight), взятую из «Геро и Леандра» К. Марло, которая была опубликована в 1598 г. Эта строчка, впрочем, датируется 1593 г., когда Марло был убит, и стихотворение, вероятно, было распространено в незаконченном виде до того, как было завершено Джорджем Чепменом. В книге Майкла Вуда «В поисках Шекспира» высказывается предположение, что слова Оселка: «Когда стихи человека остаются непонятыми, когда его ум не встречает поддержки в рано развитом ребёнке, — а именно понятливости, то это поражает человека сильнее, чем большой счёт, поданный в маленькой комнате» (When a man’s verses cannot be understood, nor a man’s good wit seconded with the forward child understanding, it strikes a man more dead than a great reckoning in a little room), намекают на убийство Марло. Согласно расследованию его смерти, Марло был убит в драке после ссоры по поводу «расчёта» в комнате в доме в Дептфорде, принадлежавшем вдове Элеоноре Булл в 1593 г. Посмертная публикация Геро и Леандера в 1598 г. должна была возродить интерес к его творчеству и к обстоятельствам его смерти. Слова Розалинды в акте IV, I: «Я буду плакать из-за малейших пустяков, как Диана у фонтана» (I will weep for nothing, like Diana in the fountain), могут относиться к алебастровому изображению Дианы, установленному в Чипсайде в 1598 г. Однако не следует забывать, что Диана упоминается Шекспиром по крайней мере в 10 других пьесах и часто изображается в мифах и искусстве купающейся. Диана являлась литературным эпитетом королевы Елизаветы I во время её правления, наряду с Кинтией, Фебой, Астреей и Девой Марией. Существуют и некоторые анахронизмы, например, возможная ссылка второстепенного персонажа сэра Оливера Путаника на спор о Марпрелате, который произошёл между 1588 и 1589 гг. На основании этих ссылок представляется, что «Как вам это понравится», возможно, была написано в 1599—1600 гг., но с уверенностью сказать по-прежнему нельзя.

## Анализ и критика
Хотя эта пьеса неизменно является одной из наиболее часто исполняемых комедий Шекспира, учёные уже давно спорят о её достоинствах. Джордж Бернард Шоу жаловался, что «Как вам это понравится» не хватает высокой художественности, на которую был способен Шекспир. Шоу нравилось считать, что Шекспир написал пьесу просто для развлечения публики, и он продемонстрировал своё посредственное мнение о произведении, назвав его «Как вам это понравится» — как будто драматург с этим не согласен. Толстой возражал против безнравственности персонажей и постоянной клоунады Оселка. Другие критики находили в произведении большую литературную ценность. Гарольд Блум писал, что Розалинда — один из величайших и наиболее полно реализованных женских персонажей Шекспира.
Тщательно продуманные перемены пола в этой истории представляют особый интерес для современных критиков, интересующихся гендерными исследованиями. На протяжении 4 актов пьесы Розалинда, которую во времена Шекспира играл бы мальчик, считает необходимым переодеться мальчиком, после чего деревенская Феба, которую также играет мальчик, влюбляется в этого «Ганимеда», это имя с гомоэротическим подтекстом. На самом деле эпилог, произнесённый Розалиндой перед публикой, довольно прямо заявляет, что она (или, по крайней мере, играющий её актёр) не женщина. В нескольких сценах «Ганимед» изображает Розалинду, поэтому мальчик-актёр и должен был играть девочку, замаскированную под мальчика, изображающую девочку.

## Место действия
Арден — это название леса, расположенного неподалёку от родного города Шекспира Стратфорд-на-Эйвоне, но Шекспир, вероятно, имел в виду французский Арденский лес, представленный во «Влюблённом Роланде», тем более что два эпоса о Роланде, «Влюблённый Роланд» и «Неистовый Роланд», имеют иные связи с пьесой. В мифе о Роланде Арденнский лес — это место, где находится Фонтан Мерлина, волшебный фонтан, помогающий любому выпившему из него разлюбить. Оксфордское шекспировское издание рационализирует смешение между двумя этими Арденскими лесами, утверждая, что «Арден» — это англизированный вариант лесистого региона Арденны во Франции, где Лодж и начинает свой рассказ, и изменяет написание для отражения этого. Другие издания сохраняют шекспировское написание «Арден», поскольку можно утверждать, что пасторальный жанр изображает фантастический мир, в котором географические детали не имеют значения. Арденское издание Шекспира предполагает, что название «Arden» происходит от сочетания классической области Аркадии и библейского Эдемского сада, поскольку в пьесе наблюдается сильное взаимодействие классических и христианских систем верований и философий. Арден — это ещё и девичья фамилия матери Шекспира, и её семейный дом расположен в Арденском лесу.

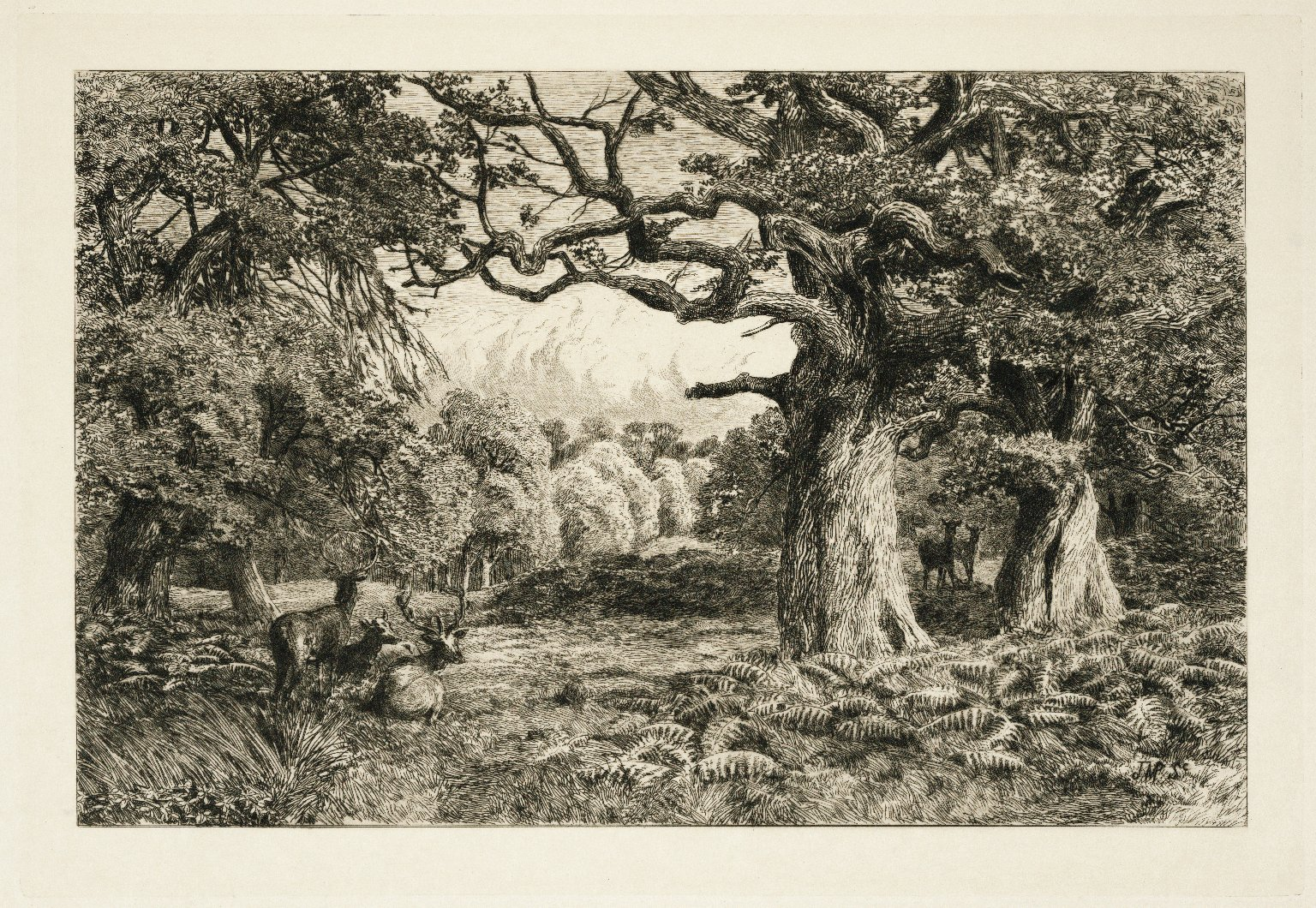
Офорт 1889 года с изображением Арденского леса, созданный Джоном Макферсоном для серии Фредерика Гарда Фли.

## Темы

##### Любовь
Любовь — центральная тема «Как вам это понравится», а также других романтических комедий Шекспира. Следуя традициям романтической комедии, «Как вам это понравится» — это история любви, проявляющейся в самых разных формах. Во многих любовных историях это любовь с первого взгляда. Этот принцип «любви с первого взгляда» прослеживается в любовных историях Розалинды и Орландо, Селии и Оливера, а также Фебы и Ганимеда. История любви Одри и Оселка — пародия на романтическую любовь. Другая форма любви — это любовь между женщинами, как, например, видно в прочувствованной связи Розалинды и Селии.

##### Гендер
Гендер выступает в качестве одной из неотъемлемых тем пьесы. Замаскированная под Ганимеда Розалинда также репрезентирует рассчитанное восприятие привязанности, «подрывающее социальные нормы» (disruptive of social norms) и «независимо от общепринятых гендерных признаков» (independent of conventional gender signs), диктующих женское поведение как иррациональное. В своей книге «Как ей это нравится: непослушные женщины Шекспира» (As She Likes It: Shakespeare’s Unruly Women) Пенни Гей анализирует характер Розалинды в рамках этих гендерных условностей, приписывающих женственности такие качества, как «грациозность, теплота … [и] нежность». Однако требовательный тон Розалинды в выражении эмоций по отношению к Орландо противоречит этим условностям. Её непослушание этим чертам женственности доказывает «деконструкцию гендерных ролей» (deconstruction of gender roles), поскольку Розалинда считает, что «чем мудрее [женщина], тем она своенравнее». Утверждая, что дикие женщины умнее тех, кто не таковы, Розалинда опровергает мнение о том, что женщины пассивны в их стремлении к мужчинам.

##### Узурпация и несправедливость
Узурпация и несправедливость — важные темы этой пьесы. Новый герцог Фредерик узурпирует своего старшего брата старого герцога, тогда как Оливер ведёт себя параллелит это поведение, обращаясь со своим младшим братом Орландо настолько невеликодушно, что вынуждает его искать счастья в другом месте. И старый герцог, и Орландо укрываются в лесу, где справедливость восстанавливается «природой».

##### Прощение
В пьесе освещается тема узурпации и несправедливости в отношении чужой собственности. Однако всё заканчивается благополучно, примирением и прощением. Герцог Фредерик обращён отшельником, и он возвращает герцогство старому герцогу, который, в свою очередь, возвращает лес оленям. Оливер также претерпевает сердечные изменения и учится любить Орландо. Таким образом, пьеса заканчивается на ноте радости и веселья.

##### Придворная жизнь и деревенская жизнь

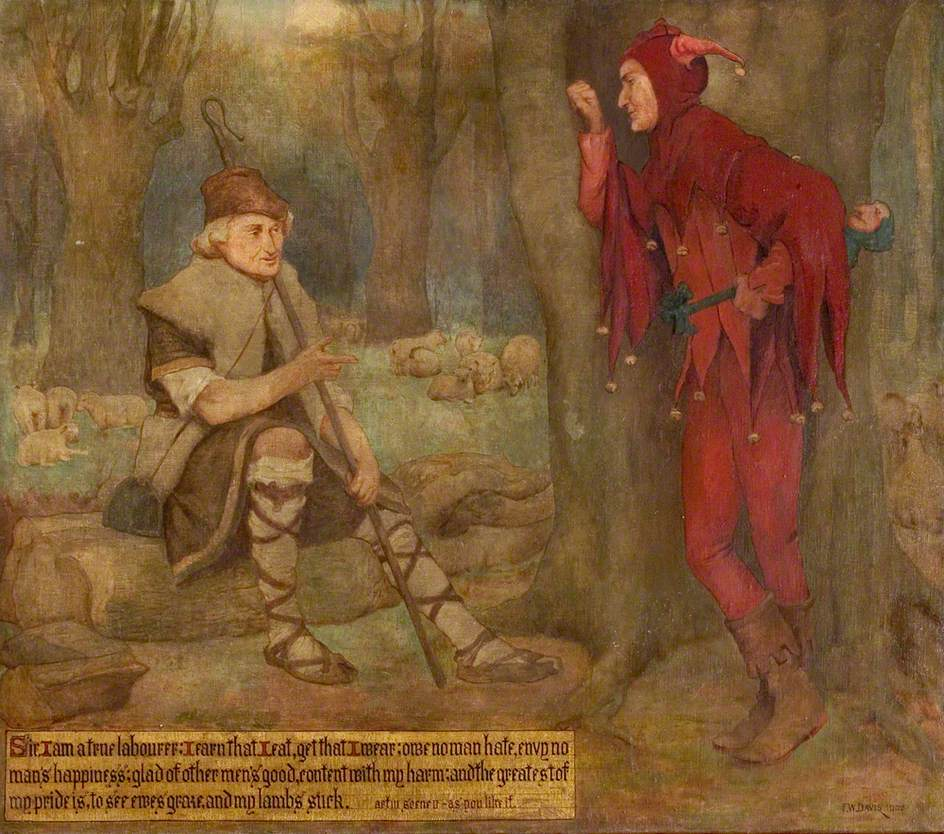
«Как вам это понравится», Акт III, сцена 2, Фредерик Уильям Дэвис (1902)

Большая часть спектакля — это прославление деревенской жизни. Обитатели двора герцога Фридриха подвергаются опасности произвольной несправедливости и даже угрозам смерти; придворные, последовавшие за старым герцогом в принудительное изгнание в «пустынный город» леса (desert city of the forest), напротив, испытывают свободу, но за счёт некоторого легко переносимого неудобства (Акт II, I). Отрывок беседы Оселка, придворного шута и пастуха Корина показывает удовлетворение, которое можно находить в сельской жизни, по сравнению с надушенной, манерной жизнью при дворе (Акт III, I). В конце пьесы герцог-узурпатор и изгнанный придворный Жак решают остаться в лесу.

##### Зависть
В этой пьесе земля, населённая простыми смертными, в конце концов показана такой, какой понравилась зрителям: счастливой и примирённой любовью. Однако этот текст можно рассматривать как предлог. «На мировой, необозримой сцене / Являются картины во сто раз / Ужаснее, чем на подмостках этих» (This wide and universal theatre present more woeful pageants, "Как вам это понравится ", II, VII, 137—138). Комедия фактически устанавливает передышку от так называемой Военной Сцены (War-Stage). «В изгнании — не стала ль эта жизнь / Благодаря привычке старой слаще / Раскрашенного блеска?» (Как вам это понравится, II, I, 3-4).
Из описания Оливера в « Как вам это понравится» (IV, iii, 98-120) Орландо вместо этого видит золотисто-зелёную змею, угрожающе приближающуюся к открытому рту «несчастного оборванца» (a wretched ragged man), сжимаясь вокруг его шеи, «но вдруг увидев Орландо, она отцепилась и скользя ускользнула в куст» (but suddenly seeing Orlando, it unlinked itself and with glides did slip away into a bush, Ib., IV, III, 106, 110—113). Можно сделать вывод, что с появлением актёра на сцене зависть внезапно исчезает. Тот, кто сражался подобно Гераклу, герою, не случайно припомненному Розалиндой («Now Hercules be thy speed», Ib., I, II, 204—210), как раз перед вызовом «Charles, the wrestler», намекая на фигуру эмблемы театра «Глобус», сопровождавшую предполагаемую надпись: «Totus Mundus Agit Histrionem»

##### Религиозная аллегория
Профессор Висконсинского университета Ричард Ноулз, редактор издания New Variorum 1977 г., в своей статье «Мифы и Типы в Как вам это понравится» (Myth and Type in As You Like It) указал, что пьеса содержит мифологические отсылки, в частности, на Эдем и на Геркулеса.

## Музыка и песни
«Как вам это понравится» известен как музыкальная комедия из-за ряда песен в пьесе, на самом деле здесь их больше, чем в любой другой пьесе Шекспира. Эти песни и музыка включены в действие, происходящее в Арденском лесу:
- «Под зелёным деревом» (Under the Greenwood tree): здесь обобщены взгляды старого герцога на преимущества сельской жизни по сравнению с удобствами двора. Эту песню поёт Амьен.
- «Дуй, дуй, зимний ветер» (Blow, blow, thou winter wind): эту песню поёт Амьен. В ней говорится, что физические страдания, вызванные морозом и зимними ветрами, предпочтительнее внутренних страданий, вызванных человеческой неблагодарностью.
- «Что будет с тем, кто убил оленя» (What shall he have that killed the deer): это еще одна песня, добавляющая живое зрелище и лесной колорит для контраста с любовными разговорами в соседних сценах, она подчёркивает пасторальную атмосферу.
- «Влюблённый и его девушка» (It was a lover and his lass): песня является прелюдией к свадебной церемонии. Она восхваляет весну и призвана объявить о возрождении природы, а также усиляет тему нравственного возрождения человека. Известно, что Томас Морли положил текст этой песни на музыку в форме мадригала.

## Использование прозы
Шекспир использует прозу примерно в 55 % текста пьесы, а остальное у него в стихах. Шоу утверждает, что используемая здесь проза, «кратка [и] уверенна» (brief [and] sure), она руководит смыслом и составляет привлекательность всей пьесы, тогда как ряд её стихов он считает лишь украшением. Драматическая условность того времени требовала, чтобы придворные персонажи использовали стихи, а деревенские персонажи — прозу, но в «Как вам это понравится» эта условность намеренно упраздняется. Например, Розалинда, будучи дочерью герцога, мыслит и ведёт себя соответственно высокому поэтическому стилю, и на самом деле говорит прозой, поскольку это «естественный и подходящий» (natural and suitable) способ выразить прямоту её характера, а любовные сцены между Розалиндой и Орландо сочинены в прозе (III, II, 277). Нарочито контрастируя с ними, Сильвий описывает свою любовь к Фебе в стихах (II, IV, 20). По мере изменения настроения персонажа, он или она может переходить от одной формы выражения к другой в середине сцены. В метафизическом ключе Жак обрывает прозаический диалог с Розалиндой, потому что входит Орландо, используя стихи: «Нет, тогда Бог с тобой, если ты говоришь белым стихом» (Nay then, God be wi' you, an you talk in blank verse; IV, I, 29). Пренебрежение условностями продолжается, когда эпилог даётся в прозе.

### Весь мир — театр
В 7 сцене II акта представлен один из самых известных монологов Шекспира, произнесённый Жаком:
Мир — театр;
В нём женщины, мужчины, все — актёры;
У каждого есть вход и выход свой,
И человек один и тот же роли
Различные играет в пьесе, где

Семь действий есть. (пер. П. Вейнберга)
Захватывающие образы и обороты речи в монологе развивают центральную метафору: жизнь человека — это пьеса в 7 действиях. Эти действия, или «семь возрастов», начинаются с «младенца / пищащего и ревущего на руках у нянюшки» и проходят через шесть последующих ярких зарисовок, кульминацией которых является «новое младенчество — пора Беззубая, безглазая, без вкуса, Без памяти малейшей, без всего».

### Пастораль

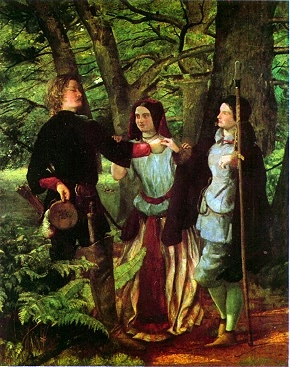
Уолтер Деверелл, Имитация брака Орландо и Розалинды, 1853 г.

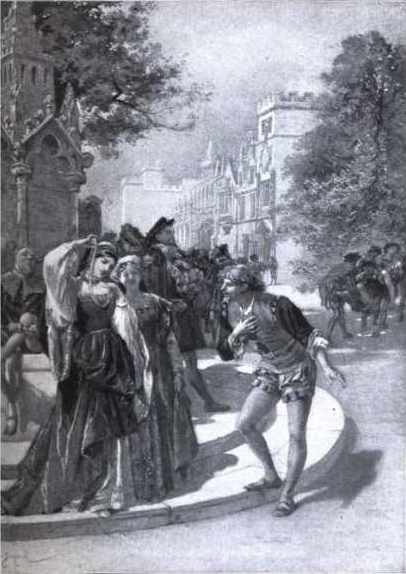
Иллюстрация Эмиля Баярда (1837—1891): «Розалинда даёт Орландо цепь»

Главной темой пасторальной комедии является любовь в деревенской обстановке, подлинная любовь, воплощённая Розалиндой, контрастирует с сентиментальным жеманством Орландо, и невероятными событиями, заставляющими городских придворных скитаться в поисках изгнания, утешения или свободы в лесной глуши. Всё это не более нереалистично, чем череда случайных встреч в лесу, провоцирующих остроумные ремарки и не требующие тонкостей сюжета и сильного развития персонажей. Основное действие I акта представляет собой некий борцовский поединок, и действие на протяжении всего действия нередко прерывается песней. В конце прибывает и сам Гименей для благословления свадебных торжеств.
Пьеса Уильяма Шекспира «Как вам это понравится» явно относится к жанру пасторального романа; но Шекспир не просто использует жанр, но развивает его. Шекспир также использовал пастырский жанр в «Как вам это понравится», ради того чтобы «бросить критический взгляд на общественные практики, порождающие несправедливость и несчастье, и высмеивания антиобщественного, глупого и саморазрушительного поведения», наиболее очевидным образом посредством темы любви, кульминацией которой стал отказ от представления о традиционных влюблённых в духе Петрарки.
Стандартные персонажи в обычных ситуациях были знакомым материалом для Шекспира и его публики; легкоё остроумие и широта тем дают возможности для колкостей, накладывающих новый отпечаток на процесс восприятия пьесы. Оптимизм Розалинды противопоставляется женоненавистнической меланхолии Жака. Позднее Шекспир более серьёзно занялся разработкой некоторых тем: герцог-узурпатор и герцог в изгнании стали темами «Меры за меру» и «Бури».
Пьеса, включающая случайные встречи в лесу и несколько запутанных любовных связей в безмятежной пасторальной обстановке, была признана многими режиссёрами очень удачной для постановки на открытом воздухе в парке или подобном месте.

## История постановок
До Реставрации нет достоверных сведений о каком-либо выступлении. Имеющиеся данные свидетельствуют о том, что премьера могла состояться в Ричмондском дворце 20 февраля 1599 г. по инициативе слуг лорда-камергера. Другой спектакль, возможно, происходил в Уилтон-Хаусе в Уилтшире, загородной резиденции графа Пембрук. Уильям Герберт, 3-й граф Пембрук, принимал Якова I и его двор в Уилтон-Хаусе с октября по декабрь 1603 г., тогда как якобинский Лондон страдал от эпидемии бубонной чумы. Королевской труппе заплатили 30 фунтов стерлингов для того чтобы они пришли в Уилтон-Хаус и выступили перед королем и двором 2 декабря 1603 г. Семейная традиция Гербертов гласит, что в тот вечер шла пьеса «Как вам это понравится».
Во время английской реставрации Королевской труппе было поручено поставить пьесу по судебному приказу в 1669 г. Известно, что она была поставлена на Друри-лейн в 1723 г. в адаптированной форме под названием «Любовь в лесу»; Колли Сиббер сыграл Жака. Другая постановка на Друри-Лейн 17 лет спустя вернулась к шекспировскому тексту (1740 г.).

## Переводы
Распространено по крайней мере 6 переводов пьесы на русский язык: П. И. Вейнберга (1867), Т. Л. Щепкиной-Куперник (1937), В. В. Левика, Ю. И. Лифшица (1991), О. П. Сороки и А. В. Флори. Наиболее популярными являются классические варианты Вейнберга и Щепкиной-Куперник, вошедшие в основные русскоязычные собрания сочинений Шекспира.

## Адаптации

### Театр
- 1949 — Театр Кобленца (Theater Koblenz), Германия. Розалинда — Татьяна Иванова.

### Кино, ТВ
- 1908 — Как вам это понравится[итал.] (США), режиссёр Кениан Бьюэл[итал.] В ролях: Джин Гонтье
- 1912 — Как вам это понравится[англ.] (США), режиссёры Чарльз Кент, Джеймс Стюарт Блэктон, Джеймс Янг[англ.]
- 1914 — Семь Возрастов человека / The Seven Ages of Man, Великобритания, режиссёр Чарльз Вернон Фильм основан на монологе Жака из второго действия пьесы. Монолог исполняет Брэнсби Уильямс[англ.]
- 1915 — Любовь в лесу[англ.], Великобритания, режиссёр Морис Элви
- 1936 — Как вам это понравится / As You Like It (Великобритания) (ТВ), режиссёр Поль Циннер
- 1946 — Как вам это понравится / As You Like It, Великобритания (ТВ) режиссёр Ян Аткинс
- 1953 — Как вам это понравится / As You Like It, Великобритания (эпизод телесериала Театр воскресным вечером[англ.]), режиссёр Питер Эберт[англ.]
- 1963 — Как вам это понравится / As You Like It, Великобритания, (ТВ) режиссёры Майкл Эллиотт, Рональд Айр. В ролях: Ванесса Редгрейв — Розалинда.
- 1963 — Как вам это понравится / Wie es Euch gefällt, Австрия (ТВ), режиссёр Дитрих Хаугк[нем.]. В ролях: Йоханна фон Кочиан — Розалинда.
- 1963 — Как вам это понравится / Wie es Euch gefällt, ФРГ (ТВ), режиссёр Walter Czaschke
- 1964 — Как вам это понравится / Miten haluatte, Финляндия (ТВ), режиссёр Сеппо Валлин[фин.]
- 1968 — Как вам это понравится / Wie es Euch gefällt, ФРГ (ТВ). Режиссёр Ганс Лиетзау[нем.]
- 1969 — Как вам это понравится: Введение / As You Like It: An Introduction, Великобритания
- 1970 — Как вам это понравится / Wie es euch gefällt Австрия (ТВ), режиссёр Отто Шенк[нем.]
- 1972 — Как вам это понравится / Comme il vous plaira, Франция (ТВ), режиссёр Аньес Делярив[фр.]. В ролях: Жан-Пьер Омон
- 1978 — Как вам это понравится (спектакль BBC, режиссёр Бэйзил Коулман[англ.]; Хелен Миррен — Розалинда; Джон Молдер-Браун — Гименей; съёмки: 30 мая—16 июня в замке Глэмис, Шотландия). Эпизод телесериала BBC Television Shakespeare
- 1982 — Как вам это понравится / Som ni behagar (ТВ), Швеция. В роли Розалинды — Сюзанн Рейтер[швед.]
- 1983 — Как вам это понравится / As You Like It (ТВ), Канада, режиссёр Херб Роланд
- 1984 — Как вам это понравится / Al vostre gust (ТВ) Испания, режиссёры: Антонио Чик, Луис Паскаль[исп.] В ролях: Луис Омар — Орландо, Анна Лисаран — Розалинда
- 1986 — Как вам это понравится / Som ni vill ha det (ТВ) Швеция, режиссёр Джон Кэйрд[швед.]. В роли Розалинды — Стина Экблад
- 1992 — Как вам это понравится / As You Like It (Великобритания), режиссёр Кристин Эдзард[англ.]. В ролях: Орландо — Эндрю Тирнан
- 1992 — Как вам это понравится / Cum va place? (ТВ), Румыния, режиссёр Олимпия Оргир
- 1992 — Как вам это понравится / A piacer vostro (ТВ), Италия, режиссёр Нанни Гарелла
- 1994 — Как вам это понравится / As You Like It, мультфильм, Россия, Великобритания, режиссёр Алексей Караев (из цикла «Шекспир: Великие комедии и трагедии»
- 2003 — Как вам это понравится / Som man behager , Дания, режиссёр Мадлен Юул Рен
- 2006 — Как вам это понравится[англ.] (Великобритания, США), режиссёр Кеннет Брана
- 2010 — Как вам это понравится / As You Like It, Канада (Страдфордский фестиваль), режиссёр Роберт Будро[англ.]
- 2010 — Как вам это понравится / As You Like It, Великобритания Шекспировский таатр «Глобус» (видео), режиссёр Теа Шэррок[англ.], Розалинда — Наоми Фредерик[англ.]
- 2010 — Как вам это понравится / As You Like It, Великобритания, режиссёр Роберт Деламер[англ.]
- 2010 — Любовь: Как вам это понравится / Love: As You Like It, США, режиссёр Марика Соня Коттер
- 2014 — Как вам это понравится / As You Like It, США, режиссёр Карлайл Стюарт
- 2015 — Как вам это понравится / As You Like It, Великобритания, Национальный театр в прямом эфире, режиссёр Полли Файндлей[англ.]
- 2016 — Как вам это понравится / As You Like It, США, режиссёр Карлайл Стюарт
- 2019 — Как вам это понравится / As You Like It, США, режиссёр Карлайл Стюарт
- 2020 — Как вам это понравится / As You Like It, Великобритания, режиссёр Рэйчел Варинг